# 땅끝마을
땅끝마을은 대한민국 해남군 송지면 송호리의 마을이자 관광지로, 한반도 육지 부분의 최남단이다. 좌표는 북위 34° 17′ 55″ 동경 126° 31′ 40″ / 북위 34.29861°  동경 126.52778°  이다. 국도 제77호선(땅끝해안로)가 마을을 지나간다. 

## 교통
- 국도 제77호선 (땅끝해안로)
- 땅끝항
- 땅끝시외버스정류장

## 같이 보기
- 해남군
- 광주 단층 - 진안 분지에서 땅끝마을까지 이어진다.